# Testata giornalistica
La testata giornalistica è il titolo di un periodico (ad esempio un giornale quotidiano o un settimanale) registrato secondo la legge. Lo stesso termine si usa per estensione anche riguardo ai mezzi d'informazione diffusi su internet. I due elementi fondamentali di una testata giornalistica sono il nome e il carattere tipografico con cui è scritta. La testata ha una funzione molto simile al marchio di un prodotto e costituisce l'elemento distintivo della pubblicazione.

## Caratteristiche
Il nome deriva dal fatto che, storicamente, il titolo di una pubblicazione è sempre stato posto alla testa della pagina. In ambito radiofonico e televisivo le testate giornalistiche sono date rispettivamente dai radiogiornali (o giornali radio) e telegiornali con cui le maggiori reti, radiofoniche e televisive, coprono il settore dell'informazione.
Alcuni fondatori di giornali scelgono di riprendere nomi di testate già esistenti. Per esempio:
- Indro Montanelli voleva chiamare il suo quotidiano semplicemente Il Giornale, ma una testata con questo nome esisteva già. Montanelli allora scelse come nome Il Giornale Nuovo. Il quotidiano uscì nelle edicole con il nome Il Giornale mentre Nuovo fu scritto con caratteri molto più piccoli.
- La stessa cosa accadde con il quotidiano Il Foglio di Giuliano Ferrara. Siccome la testata Il Foglio esiste già, il suo nome è Il Foglio Quotidiano.

## Disciplina legislativa nel mondo

### Italia
La legge italiana sulla stampa (Legge 8 febbraio 1948, n. 47) prevede che, all'atto della registrazione di una testata vadano indicate:
- nome della testata e suo proprietario (cioè l'editore);
- luogo e data di pubblicazione;
- nome del direttore responsabile;
- nome e domicilio dello stampatore.

Negli ultimi anni del XX secolo si sono sviluppate le testate giornalistiche online. Gli editori di vari quotidiani o periodici cartacei (ad esempio il «Corriere della Sera» o «la Repubblica») offrono sempre più spesso una versione digitale "sfogliabile" via web, oppure una versione dedicata, per tablet e smartphone, distribuita tramite applicazione mobile.